# NGC 5781
NGC 5781 في الفهرس العام الجديد، هي مجرة، تقع في كوكبة الميزان. اكتشفت في 11 مايو 1831 بواسطة جون هيرشل.

## روابط خارجية
- NGC 5781 على موقع ويكي سكاي: DSS2, SDSS, GALEX, IRAS, Hydrogen α, X-Ray, Astrophoto, Sky Map, Articles and images